# RIPE NCC
RIPE (ang. RIPE Network Coordination Centre) – niezależna i niedochodowa organizacja wspierająca infrastrukturę sieci Internet. Jej siedziba znajduje się w Amsterdamie. RIPE NCC pełni rolę między innymi Regionalnego Rejestru Internetowego (ang. RIR), przechowując i przydzielając takie dane jak adresy IPv4 i IPv6 oraz numery AS. Rejonem, w jakim działa RIPE, są: Europa, Bliski Wschód i część Azji Środkowej.
Do zadań RIPE należy:
- Rozwijanie i opieka techniczna nad bazą WhoIS
- Pomoc administracyjna dla członków RIPE

Dodatkowo RIPE zajmuje się:
- Utrzymaniem jednego z 13 głównych serwerów DNS (K-root)
- Rozwojem baz trasowania
- Koordynacją i wsparciem dla delegacji ENUM
- Wspieranie badań nad rozwojem technologii
- Tworzeniem neutralnych statystyk wykorzystania sieci Internet